# Stenocrobylus carayoni
Stenocrobylus carayoni är en insektsart som beskrevs av Donskoff 1986. Stenocrobylus carayoni ingår i släktet Stenocrobylus och familjen gräshoppor. Inga underarter finns listade i Catalogue of Life.